# Gierałtów
Gierałtów (alemán: Gersdorf am Queis) es una localidad del distrito de Bolesławiec, en el voivodato de Baja Silesia (Polonia). Se encuentra en el suroeste del país, dentro del término municipal de Nowogrodziec, a unos 6 km al oeste de la localidad homónima y sede del gobierno municipal, a unos 20 al oeste de Bolesławiec, la capital del distrito, y a unos 121 al oeste de Breslavia, la capital del voivodato. En 2011, según el censo realizado por la Oficina Central de Estadística polaca, su población era de 1184 habitantes. Gierałtów perteneció a Alemania hasta 1945.